# Cantarellen (sångbok)
Cantarellen är en psalmbok för alla men främst "avsedd för ungdom och tonåringar". Boken gavs ut på Verbum Förlag 1984 med enkla ackordanalyser till samtliga 105 allsånger. Den övervägande delen är utpräglade lovsånger och -psalmer, men där finns även ett antal sånger med freds- eller medmänsklighetstema som inte nödvändigtvis begränsar sig till en kristen krets. Arbetsgruppen bakom psalmboken hade representanter från Svenska Baptisternas Ungdomsförbund, Svenska Missionsförbundets Ungdom, Kristet musikforum och Frikyrkliga Studieförbundet. 
1997 släpptes en uppföljare.
Listan nedanför sorteras i nummerordning med angiven titel i första hand och med första radens text i andra hand, utifall att dessa inte är desamma.
1. Allt förmår jag genom honom
2. Allt vad ni vill
3. Alltid på väg (Jag är alltid på väg mot en avlägsen destination)
4. Allting har sin tid (Att va' liten, så liten att skriket är tal)
5. Benjamin (Jag har en massa bröder)
6. Blott en dag
7. Blott i det öppna
8. Bred dina vida vingar
9. Dansa med änglarna (I en värld full av kosmiska under)
10. De fyra elementen (Jorden skall bli vår)
11. Den dag du gav oss
12. Det finns en väg till himmelen
13. Det gör oss inget om ni oss fängslar
14. Det sitter en fågel på liljonakvist
15. Dig vi lovsjunger, ärar
16. Du Herre, vår Herre
17. Du ska inte tro det blir sommar
18. Du vet väl om att du är värdefull
19. Dårarnas fest (Blås upp ballonger till glädje)
20. Där Guds Ande är, är frihet
21. En broder mer (Jorden kan du inte göra om)
22. En gång i min ungdom
23. En vänlig grönskas rika dräkt
24. Ett i Kristus (Nu är ingen längre jude eller grek)
25. Framtiden börjar i dag
26. Framtiden tillhör oss
27. Franciskus solsång (Tack gode Gud, för allt som finns)
28. Fred är att tala med små, små ord
29. Fred på jorden (Hör, nu stämmer jordens barn upp en liten sång)
30. Frid lämnar jag kvar åt er
31. Fridens pensionat (Det finns en glädje som är starkare än sorgen)
32. Fungola
33. För att du inte tog det gudomliga
34. Gläd er alltid i Herren (Gläd er i Herren)
35. Gud, du är inte i min värld
36. Gut shabes aich
37. Gå i frid nu till din vila
38. Halleluja, halleluja, halleluja
39. Han gick in i din kamp på jorden
40. Har du visor min vän, sjung dem nu
41. Hej himlarymder, kom änglahär
42. Hela universum skall sjunga
43. Helhjärtat
44. Herre, förbarma dig (efter ortodox liturgi)
45. Hoppets sång (Kan du se att natten börjar ljusna)
46. Här är den sköna sommar (Jag sjöng vid bondens knut)
47. I folkviseton (Kärleken kommer och kärleken går)
48. I varje bit bröd
49. Innan natten kommer
50. Jag hoppas på den dagen
51. Jag kom inte hit för att jag tror
52. Jag vill tacka livet
53. Jag är en människa i världen
54. Jesus för världen givit sitt liv
55. Jorden ska brukas av alla
56. Kampen den går vidare
57. Kännavisan (Man kan höra vad någon ser)
58. Lugnare vatten (Det flög en fågel rakt genom berget)
59. Låt rätten flöda fram
60. Länge leve livet (Silvermåne, stjärnekrans)
61. Mandelträd och marmor (Vi har en framtid och där står)
62. Mitt eget land (Jag hörde musik någonstans)
63. Morgonbön mot rampfeber (Herre, somliga dar vill man helst ligga kvar)
64. Musik skall byggas utav glädje
65. Måne och sol, vatten och vind
66. Nej, låt dig ej förhårdna
67. Nu är det morgon
68. När vi delar det bröd som han oss ger
69. Närma er Gud
70. Och varje mänska ska leva i frihet
71. Omkring tiggarn från Luossa
72. Rättvisa, vad är det?
73. Saliga de som hör Guds ord
74. Segraren (Det är segraren som skriver historia)
75. Shalom - Guds fred (Shalom - vi vill Guds fred åt er)
76. Si god afton och god kväll
77. Sjung halleluja till vår Gud
78. Skymning rår över skogar och vatten
79. Sol och jord och luft och hav
80. Som när ett barn kommer hem
81. Somliga går med trasiga skor
82. Sommardoft (Det är sol över väg och tun)
83. Spela mig, Herre
84. Så går jag nu till vila trygg
85. Så länge solen värmer jorden
86. Så älskade Gud världen
87. Sång till friheten (Du är det finaste jag vet)
88. Säkra ord (Jag har ej så stora och säkra ord)
89. Tack för sommarens tid (Tack du gode Gud för sommarens tid)
90. Thuma mina/Sänd mig Gud
91. Till havs med solfyllda segel
92. Till min syster (Nu spelar vårens ljumma vind)
93. Vad tar jag mej till
94. Var inte rädd, det finns ett hemligt tecken
95. Vara ingenting (Sköljas mot en strand)
96. Vattenkanon (Vattenmoln som faller ner som regn)
97. Vi reser ett tecken (Brödet är ett, brutet för alla)
98. Vi skal ikkje sova bort sumarnatta/Vi ska inte sova bort sommarnatten
99. Vi är det nya landet
100. Vila i mig, du ska se att allt ska bli
101. Visa mig, Herre, din väg
102. Visa vid midsommartid (Du lindar av olvon en midsommarkrans)
103. Våga vara vindens vänner (Våga sätta fulla segel)
104. Vänta inte med att sjunga
105. Österlensvisan